# Каловето
Каловѐто (на италиански: Caloveto, на местен диалект Calëvìtë, Калъвитъ) е село и община в Южна Италия, провинция Козенца, регион Калабрия. Разположено е на 385 m надморска височина. Населението на общината е 1267 души (към 2011 г.).